# Nisn Pups
Nisn Pups (en lituano: Nisonas Pupsas, en ruso: Нисон Пупс en yidis: ניסן פּופּס‎; 1892-1978) fue un revolucionario, periodista, publicista y sindicalista soviético-lituano judío. Era conocido por el nombre de partido Meyer Ziv (en ruso: Меер Зив, Meer Ziv) desde 1921 en adelante. En algunos períodos, usó combinaciones de su nombre de nacimiento y su nombre de partido, pasando por Meir Pups (en lituano: Mejeris Pupsas, en polaco: Majer Gerszon Pups).

## Biografía
Nisn Pups nació en 1892 en la pequeña ciudad lituana de Nevarėnai. Su padre Nochemas Pupsas (Nachim Pups) era dueño de una tienda de artículos coloniales. Su hermano mayor, Isroelis Leibas Pupsas (Isroel Leiba Pups) se convirtió en escritor en lengua hebrea.
Durante el período de la Primera Guerra Mundial, trabajó como obrero manual en Riga y Vilna (Vilnius). En Vilna se involucró en actividades periodísticas y literarias, y en 1915 publicó una antología literaria sobre los habitantes de la región fronteriza occidental. A la edad de 25 años, Pups fue elegido presidente del Sindicato Profesional de Empleados Comerciales de Vilna. También se convertiría en miembro del Consejo Central de Sindicatos de Vilna.
A partir de 1917, Pups era miembro del Comité de Vilna del Unión General de Trabajadores Judíos. Cuando se formó el Sóviet de Diputados Obreros de Vilna en diciembre de 1918, Pups fue elegido segundo secretario del Presidium del Sóviet.
Pups se mudó a Kaunas en 1920. En Kaunas trabajó como editor y colaborador literario del semanario Naye tsayt ('Nuevos Tiempos'). Participó activamente en el movimiento sindical de Kaunas. En junio de 1921 fue elegido miembro del Ayuntamiento de Kaunas, como candidato en la lista de trabajadores de izquierda. En agosto de 1921, Pups se unió al Partido Comunista de Lituania. Como líder del movimiento comunista, se destacó por sus habilidades oratorias. Pups fue arrestado poco después de convertirse en miembro del Partido Comunista. Después de su liberación, el partido le ordenó cambiar su nombre a 'Meyer Ziv'. Se mudó a Alemania, donde se instaló en Berlín y trabajó en la sucursal local de organización Mezhdunaradnaya Kniga (ru).
En 1923 se trasladó a Moscú. Allí pasó muchos años trabajando en la redacción de Der Emes ('La Verdad'). Fue autor de reseñas, artículos y folletos. En 1926 se graduó en la Facultad de Trabajadores Plejánov. A partir de 1934 trabajó en el periódico de Vilnius Kurz ('Informe'). Formó parte del consejo editorial del periódico de 1939-1941 Der Bialistoker Shtern ("La estrella de Bialystok").
Nisn Pups/Meyer Ziv sirvió en el ejército soviético durante la Segunda Guerra Mundial. Contribuyó a la creación del Museo de Arte y Cultura Judíos, en Vilnius en 1944. Entre 1945 y 1948 trabajó en la redacción del periódico Eynigkayt ('Unidad'), órgano del Comité Judío Antifascista. Después del cierre de Eynigkayt en 1948, regresó a Vilnius. Entre 1967 y 1976 publicó una serie de cuentos y ensayos en la revista Sovetish Heymland ('Patria soviética'), prensa en idioma lituano y la publicación Folks-shtime ('La voz del pueblo') con sede en Varsovia.
En 1977 fue galardonado con un Certificado de Mérito emitido por el Sóviet Supremo de la República Socialista Soviética de Lituania en su 85 cumpleaños, en honor a su vida de trabajo en el periodismo. Meyer Ziv/Nisn Pups murió en Vilnius en 1978, a la edad de 86 años Le sobrevivió su hija Ruta Sakowska (pl), una historiadora de la historia judía.